# アルフォンソ・ナバレテ・ベニト
アルフォンソ・デ・ナバルテ・ベニト（Alfonzo de Navarrete Benito、1571年9月21日 - 1617年6月1日）は、江戸時代初期に来日したスペインのドミニコ会宣教師である。

## 経歴・人物
ラ・リオハ州のログローニョに生まれ、1611年（慶長16年）に来日した。後に日本管区長となり、6年後の1617年（元和3年）より殉教を覚悟しながら禁教下にあった肥前の大村藩にて布教活動を行う。
その後は当時藩主だった大村純頼がキリスト教を棄教していたことにより、同教の回帰を薦める。しかし禁教は廃止されず同時期に同じく大村藩で布教活動を行ったエルナンド・デ・アヤラと共に6月1日（元和3年4月28日）に斬首刑に処された。